# Río Penitente
El río Penitente es un curso de agua que nace entre las cordilleras Vidal y la Chilena ubicadas al este del Seno de Última Esperanza, en Chile, y tras cruzar la frontera con Argentina (52°S) se reúne con el río Rubens, otro chileno de nacimiento, y luego con el río Frío, para finalmente, tras unirse con el río Turbio, dar vida al Gallegos que a su vez vierte sus aguas en el océano Atlántico.

## Trayecto
En total recorre unos 110 km. Otros afluentes son el río del Medio y el río Vegas Malas.

## Caudal y régimen
Los ríos Penitente, Rubens, Grande (Isla Riesco), San Juan de la Posesión y el Grande de Tierra del Fuego tienen un régimen pluvio-nival, con un peak entre abril y julio, y otro a comienzos de la primavera.: 10 

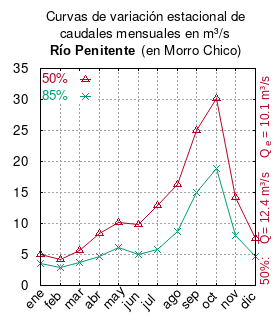
Curvas de variación estacional de río Penitente en Morro Chico.

El caudal del río (en un lugar fijo) varía en el tiempo, por lo que existen varias formas de representarlo. Una de ellas son las curvas de variación estacional que, tras largos periodos de mediciones, predicen estadísticamente el caudal mínimo que lleva el río con una probabilidad dada, llamada probabilidad de excedencia. La curva de color rojo ocre (con {\displaystyle {\color {Red}\vartriangle }}) muestra los caudales mensuales con probabilidad de excedencia de un 50%. Esto quiere decir que ese mes se han medido igual cantidad de caudales mayores que caudales menores a esa cantidad. Eso es la mediana (estadística), que se denota Qe, de la serie de caudales de ese mes. La media (estadística) es el promedio matemático de los caudales de ese mes y se denota {\displaystyle {\overline {Q}}}. 
Una vez calculados para cada mes, ambos valores son calculados para todo el año y pueden ser leídos en la columna vertical al lado derecho del diagrama. El significado de la probabilidad de excedencia del 5% es que, estadísticamente, el caudal es mayor solo una vez cada 20 años, el de 10% una vez cada 10 años, el de 20% una vez cada 5 años, el de 85% quince veces cada 16 años y la de 95% diecisiete veces cada 18 años. Dicho de otra forma, el 5% es el caudal de años extremadamente lluviosos, el 95% es el caudal de años extremadamente secos. De la estación de las crecidas puede deducirse si el caudal depende de las lluvias (mayo-julio) o del derretimiento de las nieves (septiembre-enero).

## Historia
Luis Risopatrón lo describe en su Diccionario jeográfico de Chile (1924):
Penitente (Río del). Trae su orijen de las faldas del cerro de este nombre, recorre un valle sumamente pantanoso, corre hacia el E i despues hácia el N con caudal ya respetable y contornea la cordillera Chilena en dirección al río Gallegos, cuyo nombre también suele dársele en esta parte.